# جامعة مصراتة

## نبذة عن الجامعة
تأسست جامعة مصراتة بوضعها الحالي عام 2010 بعد دمج جامعة السابع من أكتوبر مع جامعة المرقب ذلك بناءً على قرار اللجنة الشعبية العامة رقم (149) لسنة 2010 م بشأن إعادة هيكلية الجامعات الليبية.
وتقع كليات الجامعة في مدن مصراته وبني وليد وزليتن والخمس وترهونة والقره بوللي ومسلاتة وقصر خيار. المقر الرئيسي لجامعة مصراتة يقع في مدينة مصراتة الساحلية بليبيا. تعتبر جامعة مصراتة إحدى الجامعات الليبية المرموقة والمشهود بتميزها العلمي والبحثي والثقافي والفني والرياضي وفي جميع الأنشطة الأدبية والاجتماعية والفكرية.
يدرس بجامعة مصراتة مايقرب من 18,402 طالب حيث يتلقى فيها الدراسون تعليمهم من خلال برامج ومناهج تعليمية مجودة في شتى فروع العلم والمعرفة. كما تقيم الجامعة وتشارك في العديد من الانشطة لخدمة المجتمع. جامعة مصراتة موطن لواحدة من كبرى المكتبات في ليبيا لجامعة مصراتة العديد من اتفاقيات التعاون والتوامة والبرامج التعليمية مع العديد من الجامعات المحلية والعالمية المرموقة وتسعى جاهدة إلى إقامة علاقات واتفاقيات جديدة.
تعتبر الجامعات ومؤسسات التعليم العالي بصفة عامة مراكز إشعاع علمي وثقافي في المجتمع، وهي المصدر الأساسي لإعداد تنمية القوى البشرية التي تسهم في برامج ومخططات التنمية الاقتصادية والاجتماعية والثقافية للمجتمعات، وذلك من خلال نشر المعرفة والقيام بالبحوث العلمية التربوية والاجتماعية وإعداد الدراسات والإحصائيات المطلوبة وإعداد الكوادر العلمية المؤهلة. وبالتالي فإن جامعة مصراتة في إطار قناعتها بأن الرصيد البشري القادر على العطاء والإبداع، والذي يسهم المساهمة الفعالة في تقدم المجتمع والرفع من مستوى معيشته وثقافته ينبغي أن تتوفر له البيئة المناسبة التي تكفل له مناخاً تعليمياً راقياً وبحوثاً علمية بجودة عالية تواكب التقدم العلمي والإنجازات الحضارية المعاصرة، ولتوفير هذه النية المناسبة من حيث الإنشاءات والتجهيزات المعملية والأثاث وتوفير الكتب والوسائل التعليمية فإن الجامعة وباعتبارها جامعة أساسية حديثة التكوين تأسست على مبانٍ للتعليم العام هي في مجملها مدارس ثانوية أو معاهد متوسطة وعليه فالجامعة من أجل توفير المباني والمرافق الجامعية المناسبة تبنت السير في خطين متوازيين
الخط الأول: الرفع من مستوى كفاءة الكليات الحالية من خلال صيانتها وتطويرها وتوفير المعامل اللازمة والعمل على إيجاد المناخ الجامعي للكليات كافة، وكذلك بناء بعض المدرجات والقاعات الدراسية والصالات الرياضية والمقاهي الجامعية بما يضمن توفير بيئة مناسبة للتعليم الجامعي واستقبال الأعداد المتزايدة من خريجي الثانويات للسنوات القريبة القادمة.
الخط الثاني: الشروع في خطة طويلة الأجل تهدف إلى تنفيذ مركب جامعي رئيسي متكامل بمنطقة مصراتة (منطقة السواوة – زاوية المحجوب) يستوعب في حدود (30 ألف) طالب وطالبة، في قطعة الأرض التي تم تخصيصها للجامعة بمساحة تقدّر ب 96 هكتاراً، وتم التعاقد مع شركة متخصصة لتنفيذ هذا المشروع الذي يعد مكسباً كبيراً للجامعة إذ يحتوي على المباني الدراسية (الكليات) والمباني الإدارية والمرافق الأخرى المصاحبة.

## كليات الجامعة
تضم جامعة مصراتة عددا من الكليات بمختلف التخصصات وعددها تسعة عشر كلية وهي: كلية الأداب - كلية الزراعة - كلية القانون - كلية الصيدلة - كلية التربية - كلية اللغات والترجمة - كلية العلوم - كلية الطب البشري - كلية طب وجراحة الفم والأسنان -
كلية الدراسات الإسلامية - كلية الهندسة - كلية الطب البيطري - كلية علوم البيئة والموارد الطبيعية - كلية العلوم الإنسانية والتطبيقية - فرع تاورغاء
كلية الاقتصاد والعلوم السياسية - كلية تقنية المعلومات - كلية العلوم الصحية - كلية الفنون والاعلام - كلية التربية البدنية والعلوم الرياضية.

### كلية الأداب
تُعد كلية الآداب جامعة مصراتة رمزاً للمعرفة والأصالة والعطاء الأكاديمي المتميز القائم على مرجعية صحيحة تلبي احتياجات العصر وفق متطلبات الجودة الشاملة لما لها من دور في تجويد العملية التعليمة وتحسين نوعية التعلم من أجل إعداد المنتج إعداداً متميزاً في عصر يتسم بالتطور والتميز السريع. هذا كله لا يأتي إلا بنوعية متميزة من الأداء يواكب هذه التطورات ويستند لمقارنة مرجعية فاعلة، وإلى التوثيق، والضبط، والدقة، والمراجعة لغرض التطوير والتحسين المستمر. ذاك الذي يتبلور محتواه في أهداف جلية رسمتها رؤية تطلعية تمثلت في: (التدريس، والبحث العلمي، وخدمة المجتمع). على هذا تأسست كلية الآداب باعتماد تاريخ تأسيس جامعة مصراتة في سنة (1984) الصادر بموجبه قرار وزير التعليم رقم (640) لسنة 2019 القاضي باعتماد هيكلية جامعة مصراتة وتقرير حكم بشأنها؛ ذلك استناداً على إفادة تخرج لأول خريجي الكلية سنة 1988.
الأقسام العلمية:
قسم اللغة العربية وآدابها - قسم اللغة الإنجليزية.- قسم اللغة الفرنسية - قسم اللغة الايطالية - قسم التربية - قسم علم النفس - قسم علم الاجتماع - قسم الفلسفة - قسم التاريخ - قسم الجغرافيا ونظم المعلومات الجغرافية - قسم المكتبات والمعلومات - قسم السياحة والآثار - قسم الصحة النفسية.

### كلية الزراعة
بناء على قرار السيد/ رئيس مجلس الوزراء رقم (57) بتاريخ 15 / 04 / 2015 م، أصدر السيد أ.د. رئيس جامعة مصراتة قرار بإنشاء كلية الزراعة، وتم تكليف عميد كلية الزراعة بقرار من وزير التعليم العالي والبحث العلمي رقم 193لسنة 2015 م.
الأقسام العلمية:
قسم الإنتاج الحيواني - قسم الإنتاج النباتي - قسم الصناعات الغذائية.

### كلية القانون
تأسست كلية الحقوق والعلوم السياسية مصراتة لتكون إحدى أهم المنارات العلمية المتخصصة في مجال العلوم القانونية والشرعية التي تعتبر الركيزة الأساسية لبناء مجتمع يقوم على أسس النظام والعدل والقانون، وقد حملت على عاتقها رسالة سامية وهي تدريس علم القانون وما يرتبط به من العلوم الشرعية والاجتماعية وغيرها لتصل إلى مبتغاها في تطوير وتأصيل الفكر القانوني ونشر الثقافة القانونية ولتكون مركزا استشاريا وبيتا للخبرة للمهتمين بالمجال القانوني، وفي سبيل تحقيق ذلك دأبت إدارة كلية القانون على وضع الخطط وتطبيق الضوابط والمعايير والإجراءات التي من شأنها الرفع من كفاءتها والمضي قدما لنشر رسالتها وتحقيق أهدافها على الوجه الأكمل.

الدرجة العلمية التي تمنحها الكلية:
* الليسانس في القانون
تمنح كلية القانون لخريجيها درجة الإجازة المتخصصة (الليسانس) في القانون، بعد اجتيازهم بنجاح لجميع المقررات الدراسية، والتي لا تقل عن (144) وحدة أساسية، (من المقررات الإلزامية)، و (8) وحدات من المقررات الاختيارية.
* الماجستير في (القانون الخاص)
كما تمنح الكلية الإجازة المتخصصة (الماجستير) في قسم القانون الخاص، بعد اجتياز الطالب للمرحلة التمهيدية بنجاح، وبعد إنجاز رسالة الماجستير ومناقشتها وإجازتها من قبل لجنة مشكلة لهذا الغرض،
الأقسام العلمية:
قسم القانون العام
قسم القانون الخاص
قسم القانون الجنائي
قسم الشريعة
*علما بأن هذه الأقسام غير مانحة للشهادة أي لا تقوم بتخريج الطلبة.

### كلية الصيدلة
الأقسام العلمية:
-العقاقير.
-الأدوية والسموم.
-الكيمياء الصيدلانية.
-الصيدلانيات والتقنية الصيدلانية.
-الأحياء الدقيقة.
*علما بأن هذه الأقسام غير مانحة أي لا تقوم بتخريج الطلبة.

### كلية التربية
تعتبر كلية التربية أكبر كليات جامعة مصراتة من حيث كثافة الطلاب والأساتذة، وهي قلعة علمية شامخة أُنشئت من أجل سد النقص في احتياجات المنطقة من المعلمين والمعلمات في مختلف التخصصات العلمية، وتقع الكلية في منطقة الجزيرة بمصراتة قريباً من شاطئ البحر الأبيض المتوسط غربي مركز مدينة مصراتة بحوالي (8) كيلومتر في منطقة تجمع بين نسيم البحر العليل وفيح الأشجار الظليلة.
أُنشئ هذا المرفق التعليمي بموجب القرار رقم 1258 لسنة 1996 م، بشأن إنشاء المعهد العالي لإعداد المعلمين، وافتُتح هذا الصرح التعليمي يوم الخميس الموافق 17 / 10 / 1996 م.
واعتباراً من 1 / 1 / 2005 م آلت تبعية المعهد إلى جامعة السابع من أكتوبر تحت مسمى كلية المعلمين بمصراتة بموجب القرار الوزاري رقم (2) لسنة 2005 م، ثم سُميت باسم كلية التربية اعتباراً من فصل الخريف من العام الجامعي 2009 – 2010 م، بناءً على قرار اللجنة الوطنية للجامعات.
وفي فصل الربيع 2010 م، تم تغيير اسم جامعة 7 أكتوبر إلى «جامعة مصراتة»، وآلت تبعية الكلية لها تحت مسماها الحالي «كلية التربية – جامعة مصراتة».
وتضم الكلية الآن 17 قسماً علمياً وأدبياً، وتعمل الكلية على تقديم التعليم الجامعي وتطويره وفق المعايير الوطنية والدولية، ساعيةً أن تكون مركزاً للأنشطة والخدمات والبرامج المحفزة لتنمية الكوادر البشرية التربوية، والارتقاء بالمجتمع لمواكبة مطالب العصر ومتغيراته المحلية والدولية، وتسعى إلى تحقيق الريادة في تدريس العلوم بمختلف فروعها وتنمية المهارات الفكرية والسلوكية، والتواصل مع الثقافات الأخرى بطريقة تضمن الحفاظ على هويتنا العربية والإسلامية.
الأقسام العلمية:
- قسم اللغة العربية.- قسم اللغة الإنجليزية.- قسم التربية الخاصة.- قسم التربية وعلم النفس.- قسم الكيمياء.- قسم الفيزياء.- قسم الرياضيات.- قسم الأحياء.- قسم الخدمة الإجتماعية.
- قسم الحاسوب.- قسم الجغرافيا.- قسم التاريخ.- قسم التربية الفنية.- قسم التربية الموسيقية.- قسم معلم الفصل.- قسم رياض الأطفال.- قسم الإدارة والتخطيط.- قسم الدراسات الإسلامية.

### كلية اللغات والترجمة
هي مؤسَسة علميَة تخضع في شؤونها الإدارية وإجراءاتها الماليَة إلى جامعة مصراتة وتعنى في طبيعتها بتدريس علوم اللغات المختلفة ؛ منها: العربيَة، والإنجليزيَة، والفرنسية، والإسبانية، والإيطاليَة، وغيرها من اللغات الأخرى؛ ما وُجِدَ إلى دراستها سبيل.
الأقسام العلمية:
قسم اللغة العربية والدراسات الشرقية - قسم اللغة الإنجليزية - قسم الغة الفرنسية والترجمة - قسم الترجمة والتعريب.

### كلية الطب البشري
تأسست كلية الطب البشري مصراتة بموجب قرار رقم (116) لسنة (1997م) وكانت تبعيتها العلمية في ذلك الوقت لجامعة طرابلس للعلوم الطبية، واعتباراً من العام الجامعي (2000-2001م) انتقلت تبعيتها لجامعة الأقسام مصراتة ومن تم إلى جامعة مصراتة. كان المقر الأول – السابق -للكلية بمنطقة الشواهدة بمدينة مصراته وانتقلت إلى المقر الحالي في شارع سعدون بمنطقة الرويصات بمدينة مصراته منذ العام الجامعي 2009-2010 إلى الآن في انتظار استكمال المركب الجامعي المتكامل للجامعة. تمنح الكلية شهادة الإجازة الجامعية بكالوريوس طب وجراحة M.B.Ch.B بعد إتمام مرحلة التدريب التكميلي (الامتياز)، وقد تحصلت الكلية على الاعتماد من إدارة السجل العالمي للكليات الطبية (Imed) بالولايات المتحدة الأمريكية خلال عام 2008م. كان عدد الطلاب بالكلية عند الافتتاح مائة وسبع وثمانون طالباً وطالبةً..
الأقسام العلمية:
تتكون كلية الطب البشري من الأقسام العلمية التالية
أ. مرحلة الإعداد وتدرّس فيها المواد التالية: -(الفيزياء – الكيمياء – علم الأحياء – الإحصاء الطبي - اللغة الإنجليزية – علم النفس)
ب - أقسام المرحلة قبل السريرية: -
1. قسم علم التشريح.
2. قسم علم الأنسجة.
3. قسم علم وظائف الأعضاء.
4. قسم علم الكيمياء الحيوية.
5. قسم علم الأدوية.
6. قسم علم الأحياء الدقيقة.
7. قسم علم الطفيليات.
8. قسم علم الأمراض.
ج- أقسام المرحلة السريرية: 
1- قسم علم أمراض النساء والتوليد.
2- قسم علم طب وجراحة العيون.
3- قسم طب الأسرة والمجتمع. 
4- قسم الطب الشرعي والسموم.
5- قسم الأمراض الباطنية وفروعها. 
6- قسم علوم الجراحة وفروعها. 
7- قسم طب الأطفال.
8– قسم الأشعّة والتصوير الطبّي.

### كلية طب وجراحة الفم والأسنان
كانت البداية بقسم تابع لكلية الطب البشري افتتح في العام الجامعي 2006/ 2007م ليشارك في رفع خدمات الأسنان في ليبيا، ويعمل على توفير أطباء الأسنان داخل المنطقة. ثم تحول هذا القسم إلى كلية لطب وجراحة الفم والأسنان ضمن كليات جامعة مصراتة وذلك عام 2010م.
وتقع كلية طب وجراحة الفم والأسنان خلف كلية الهندسة بجوار كلية تقنية المعلومات.
الأقسام العلمية:
1. قسم بيولوجيا الفم والأسنان.
2. قسم الاستعاضة السنية وخواص مواد الأسنان.
3. قسم العلاج التحفظي وعلاج جذور الأسنان.
4. قسم جراحة الفم والوجه والفكين.
5. قسم طب الفم والتشخيص والأشعة.
6. قسم أمراض وعلاج اللثة.
7. قسم تقويم الأسنان.
8. قسم طب أسنان الأطفال.
9. قسم طب المجتمع وطب الأسنان الوقائي.
10. القسم العام.

- ملاحظة هامة: أن هذه الأقسام غير مانحة أي لا تقوم بأصدار شهادات تخرج للطلبة.

### كلية الدراسات الإسلامية
كلية الدراسات الإسلامية هي إحدى الكليات التابعة لجامعة مصراتة، ومقرها مدينة مصراتة، وهي تناظر الكليات المتخصصة في الدراسات الإسلامية في الجامعات الليبية وما يعادلها من الجامعات الأخرى، وقد صدر قرار السيد رئيس الوزراء رقم (57) بشأن استحداث كلية الدراسات الإسلامية بجامعة مصراتة، بتاريخ 15/04/2015م.
واليوم يرتفع صرح كلية الدراسات الإسلامية بمنطقة الزروق بمبنى قسم الدراسات الإسلامية بكلية الآداب (سابقا)، بجانب مسجد الزروق، ومكتبة الزروق الأهلية.
الأقسام العلمية:
1. أصول الدين.
2. الشريعة.
3. القراءات.

### كلية الهندسة
كلية الهندسة هي إحدى كليات جامعة مصراته، تأسست في العام الجامعي 2000ف. وبدأت الدراسة بها في العام نفسه بثلاثة أقسام دراسية هي: قسم الهندسة المدنية وقسم الهندسة الكهربائية وقسم الهندسة الميكانيكية. وقد تم فيما بعد افتتاح أقسام هندسية أخرى وهي قسم الهندسة الصناعية والتصنيع، قسم هندسة علوم المواد، قسم الهندسة المعمارية والتخطيط العمراني وقسم هندسة النفط.\r\nتبلع المساحة الاجمالية للكلية الهندسة حوالي 5 هكتار ويدرس بها حوالي 980 طالب ويقوم بالتدريس بها 110 عضو هيئة التدريس ويساعدهم في ذلك 60 كادر من الكوادر المساندة، فيما يشغل الكادر الوظيفي عدد 80 موظف.\r\nمنذ نشأتها الأولى سعت الكلية إلى تحقيق أهدافها المتمثلة في تعليم وتأهيل وإعداد كوادر هندسية متميزة تكون لها القدرة على تحمل أعباء بناء وتنفيذ مشاريع التنمية الشاملة والبنى التحتية للمجتمع الليبي، وذلك عن طريق تنفيذ برامج تعليمية هندسية متكاملة وشاملة تمتاز بالجودة والمرونة وتعتمد على التقنية الحديثة وتواكب التطور العلمي وثورة المعلومات.وفي ضوء رؤية جامعة مصراته، تتطلع كلية الهندسة بالجامعة إلى توفير نظام علمي أكاديمي بحثي، يحقق التميز والإتقان، وضمان مساهمة الأفراد في بناء المجتمع.
الأقسام العلمية:
1. الهندسة الكهربائية والاكترونية
2. الهندسة الميكانيكية
3. الهندسة الصناعية والتصنيع
4. الهندسة النفطية
5. هندسة علوم المواد
6. الهندسة المدنية
7. الهندسة المعمارية والتخطيط العمراني.

### كلية تقنية المعلومات
تعد كلية تقنية المعلومات من أحدث كليات جامعة مصراتة، حيث أنشئت بموجب قرار اللجنة الشعبية العامة للتعليم العالي سابقاً رقم 27 لسنة 2006 م وهي تعتبر من أوائل كليات تقنية المعلومات داخل الوطن، والتي تختص بتدريس ومنح شهادات البكالوريوس في تخصصات تقنية المعلومات المختلفة.
تكونت الكلية عند إنشائها من ثلاثة أقسام هي: قسم شبكات الحاسوب، قسم علوم الحاسوب وقسم هندسة البرمجيات والآن تشتمل على ستة أقسام هي: قسم علوم الحاسوب، قسم شبكات الحاسوب، قسم تقنيات الإنترنت، قسم نظم المعلومات، قسم هندسة البرمجيات وقسم هندسة البرمجيات.
يتبع نظام الدراسة بالكلية نظام الفصل المفتوح ويضم كل عام دراسي فصلين دراسيين خريف وربيع وقد بدأت الكلية بقبول الطلاب والتدريس فعلياً مع بداية فصل الخريف 2006م.
تمنح الكلية درجة الإجازة المتخصصة (الجامعية) في تقنية المعلومات في أي من التخصصات سالفة الذكر. والحصول على الدرجة يتطلب إنجاز 134 وحدة دراسية على الأقل بنجاح، بالإضافة إلى افتتاحها للدراسات العليا (الماجستير) في علوم الحاسوب.
اللغة العربية هي لغة الدراسة بالكلية ويجوز استخدام اللغة الإنجليزية إلى جانبها. أما مدة الدراسة بالكلية فهي ثمانية فصول دراسية.
الأقسام العلمية:
1. علوم الحاسوب
2. نظم الإنترنت
3. الشبكات والاتصالات
4. الوسائط المتعددة
5. نظم المعلومات
6. هندسة البرمجيات

### كلية الاقتصاد والعلوم السياسية
هي أفضل كلية في جامعة مصراتة حاليا. 
كلية الاقتصاد بوضعها الحالي هي أحد الكليات التابعة لجامعة مصراتة، تقع في مدينة مصراتة، المبني (أ) بالطريق الدائري الثاني منطقة القوشي، والمبني (ب) خلف كلية التقنية الطبية من جهة المدخل الشرقي لمدينة مصراتة.
تأسيس الكلية:
لقد كانت بداية تأسيس كلية الاقتصاد بمصراتة في العام الجامعي 1993/1992م، حيث تم فتح قسم للاقتصاد يتبع كلية الآداب بمصراتة. ومع بداية العام الجامعي 1994/1993م نقلت تبعية هذا القسم إلى كلية العلوم بمصراتة، حيث افتتح به ثلاث شعب وهي: الاقتصاد – المحاسبة – الإدارة
وفي بداية العام الجامعي 1997/1996م تم ضم قسم الاقتصاد وقسم القانون في كلية واحدة تحت اسم (كلية القانون والعلوم الاقتصادية) تابعة لجامعة ناصر الأممية. واعتباراً من العام الجامعي 2000/1999م تم فصل فرع العلوم الاقتصادية عن كلية القانون ونُقلت لمقرها الحالي بمنطقة القوشي، وتم تأسيس كلية الاقتصاد تابعة لجامعة التحدي ولاحقاً أصبحت كلية الاقتصاد إحدى الكليات التابعة لجامعة مصراتة.
وفتحت الكلية برامج للدراسات العليا بكل من: قسم الاقتصاد – قسم إدارة الأعمال – قسم المحاسبة بقرار اللجنة الوطنية للدراسات العليا رقم 02 لسنة 2006م.
الأقسام العلمية
الاقتصاد.- إدارة الأعمال.- المحاسبة. - التمويل والمصارف. -العلوم السياسية. -الإدارة العامة. - التجارة الدولية. - التسويق.

### كلية الفنون والاعلام
هي إحدى الكليات التطبيقية بجامعة مصراتة، أنشئت بموجب قرار ديوان مجلس الوزراء رقم:(279) لسنة 2014م، ويمثلها عميد الكلية أو من يكلّف بالقيام بهذه المهمة.
بدأت كلية الفنون والإعلام عامها الجامعي الأول 2015/2014 م بعد صدور قرار مجلس الوزراء الخاص بإنشائها، وبموجب هذا القرار تحول قسم الإعلام الذي نمى برحاب كلية الآداب وقسم التربية الفنية الذيكان برحاب كلية التربية، وانضمت هذه الأقسام لتصبح كلية مستقلة، حيث تسعى كلية الفنون والإعلام إلى تجديد وتجويد العملية التعليمية بأقسامها بما يلائم مستحدثات العصر ، من خلال جذب واستقطاب أساتذة جامعيين من مختلف الدول للاستفادة من المدارس العلمية بما يترك أثراً في المعرفة العلمية التي يتحصل عليها الطالب، بهدف تحقيق التميز والإبداع ويضفي رؤية جديدة للإعلام والفن الليبي .
كلية الفنون والإعلام بدأت تسير بخطىً ثابتة لتأخذ مكانها بين الكليات المتميزة، وتفتح الباب على مصراعيه لتخّرج أجيالاً من الإعلاميين والحرفيين والمهنيين والفنانين المبدعين في مجالات مختلفة من أقسامها المتعددة.
الفنون والإعلام طموح ترعرع حتى أصبح جسماً مستقلاً في كلية لها كيانها الخاص فأينع ثماراً تراها أقساماً وللثمار أشجارٌ يَستظل تحتها كل من اختار مجال الفنون والإعلام ، التحول من أقسام إلى كلية خطوة متميزة ، وانطلاقة للعبور بالمجال نحو التألق والإبداع بالانضمام لركب الكليات في مجال الفنون والإعلام، حتى يتسنى للدارسين تطوير مستواهم التعليمي، ويتاح للكلية تخريج جيل متميز يخدم البلاد بتزويد المؤسسات الإعلامية والفنية بالكوادر المؤهلة للتعامل مع معطيات الفنون والإعلام في شتى مجالاتها، كما أن ذاك التحول أحدث قفزة في الدرجة العلمية من الليسانس إلى البكالوريوس
الأقسام العلمية:
قسم الفنون التشكيلية - قسم التصميم الداخلي - قسم الصحافة - قسم الإذاعة والتلفزيون - قسم العلاقات العامة والإعلان

### كلية التربية البدنية والعلوم الرياضية
كلية التربية البدنية وعلوم الرياضة هي إحدى كليات العلوم التطبيقية التابعة لجامعة مصراتة، ومقرها مدينة مصراتة، وهي تناظر الكليات المتخصصة في علوم التربية البدنية والرياضة.

الأقسام العلمية:
1. قسم التدريب الرياضي وعلوم الحركة.
2. قسم المناهج وتدريس التربية البدنية.